# Remete László
Remete László (szül. Einzig) (Sopron, 1910. szeptember 27. – Garamnémetfalva, 1945. január 9.) evangélikus lelkész, embermentő.

## Élete
Sopronban született Einzig Miklós főgimnáziumi tanár és Horovitz Rozália gyermekeként. Az izraelita vallású család 1919-ben felvette az evangélikus hitet. Remete Lászlót 1935. május 3-án Győrött evangélikus lelkésszé avatták. 1937. augusztus 28-án Budapesten házasságot kötött Kusinszky Paula Klárával. Négy gyermekük: Anna Klára (1938), Gabriella Ilona (1940), Mária Márta (1943) és László Miklós (1944). Fancsalban, Debrecenben, Sátoraljaújhelyen, Egerben és Ózdon szolgált segédlelkészként, majd 1939. szeptember 1-től hitoktató Jolsván (ma Jelšava, Szlovákiában). 1944 decemberében a Gestapo elhurcolta, és néhány hét múlva embermentő és partizán-tevékenysége valamint zsidó származása miatt meggyilkolta.

## Embermentő tevékenysége
1944-ben segít Budapestre menekíteni többek között egy „a deportálási transzportból kimentett zsidó orvost”. Túlélők beszámolója szerint „[...] amikor a zsidókat elvitték [...] Remete egyet-egyet kiemelt a transzportból”. A behívót kapott jolsvai levente-fiataloknak (részben az általa vezetett ifjúsági egylet, az ún. „Remete-banda” tagjainak) a menetoszlopból való szökését is megszervezte, őket egy közeli bányafolyosóban rejtette el. A háború után több hivatalos nyilatkozat született Remete tetteit bizonyítandó, pl. Dr. Lichtschein Emiltől és Jenőtől, akik így írnak: „büntetőjogi felelősségünk tudatában jelentjük ki, hogy Remete László ev. lelkész [...] a munkaszolgálatosokat talán erején felül egész nyíltan élelmezte sőt egyeseket ruhaneművel is ellátott, ami annál is inkább értékelendő, mert mindez a legnagyobb német és fasiszta terror idején történt.”

## Partizán-tevékenysége
1944. szeptemberében csatlakozott a „Nalepka-brigád” nevű szlovák partizán-csapathoz. A „Remete-bandát” is beszervezte az ellenállásba.

## Halála
1944. december 17-én vagy 20-án Remetét a Gestapo vagy német SS-katonák letartóztatták, a jolsvai Koháry-Coburg-kastélyban fogva tartották és megkínozták. December 27-én átszállították Besztercebányára (Banská Bystrica). A Nemecká határában lévő mészégetőnél, ahol összesen mintegy kilencszáz embert végeztek ki és égettek el a Hlinka-gárda tagjai 1945 januárjában, 1945. január 9-én Remete Lászlót hátba lőtték és a kohóba taszították.

## Emlékezete
1969-ben a Sopron Városi Tanács a soproni Kőfejtő út és Tünde utca között megnyitott új utat Remete Lászlóról nevezte el (37/1969. VB. határozat). Neve a Holokauszt Emlékközpontban található Áldozatok Emlékfalán a 4. sor 32. oszlopának közepén található. Rédey Remetéről szóló írása (1978) számos interjúra és alapos kutatásra támaszkodik, ahogy Nandrásky is (1980, 2006), aki szemtanúként is ír, mivel a „Remete-banda” tagja volt. Következtetéseiket ütközteti Gombocz (2009), aki az Evangélikus Országos Levéltárban őrzött, még föl nem dolgozott iratokat is használ. Bozóky (1979, 50–53. old.) meleghangú, személyes, de pontatlan visszaemlékezést közöl. Braham a magyarországi holokausztról szóló alapműve is említi Remetét.

## Publikációi
- Remete László:  Sors és istenhit (Heim Károly életmunkája).  Keresztyén Igazság,  II. évf.  5. sz. (1935. május)   112–116. o.